# Gugu Dlamini
Gugu Dlamini (1962–Durban, 21 de diciembre de 1998) fue una mujer sudafricana de KwaMancinza, una ciudad de la provincia de KwaZulu-Natal, que fue apedreada y apuñalada hasta la muerte unos días después después de haber admitido en una radio en lengua zulú y en la televisión nacional durante el Día Mundial del Sida, que era seropositiva.
Hasta su muerte, Dlamini había sido trabajadora de campo voluntaria de la Asociación Nacional de Personas que Viven con el VIH/SIDA, donde se dedicaba a convencer a los sudafricanos de que no discriminaran a las personas infectadas por el VIH. Tras sus declaraciones, según las enfermeras que la conocían, fue amenazada repetidamente por los vecinos de su municipio, KwaMashu, a las afueras de Durban, que decían que estaba dando mala reputación a su comunidad. Días después, mientras estaba en una fiesta, un hombre la empujó y le preguntó si pretendía matarlos estando en un espacio común y a continuación comenzó a ser golpeada por otras personas, hasta que finalmente fue arrojada por un barranco. Murió el 16 de diciembre en el hospital.
Unas horas antes de su asesinato, Dlamini había sido agredida por un joven en su casa. Al parecer, la amenazó con volver. Sin embargo, la policía no respondió a las peticiones de ayuda de Dlamini.
Su asesinato confirmó las sospechas de otros defensores de la lucha contra el SIDA de que la mayor parte de los tres millones de infectados que hay en Sudáfrica, tienen miedo de admitirlo debido a la hostilidad a la que se enfrentan.
Su hija, Mandisa Dlamini, que tenía trece años cuando su madre fue asesinada, fundó años después la Fundación Gugu Dlamini para mantener la lucha contra el VIH/SIDA y la violencia de género.

## Reconocimientos
El 1 de diciembre de 2000, la ciudad de Durban cambió el nombre del jardín ubicado en la azotea de The Workshop Shopping Centre, conocido hasta ese momento como Central Park por el de Parque Gugu Dlamini como homenaje a Dlamini por haber roto el silencio sobre el sida en Sudáfrica.